# Pleosporales
Pleosporales is een orde van Dothideomycetes uit de subklasse Pleosporomycetidae. Het is een grote orde met ruim 90 families en ongeveer 2000 soorten.

## Taxonomie
De taxonomische indeling van Pleosporales is als volgt:
Orde: Pleosporales 
- Familie: Acrocalymmaceae
- Familie: Aigialaceae
- Familie: Amniculicolaceae
- Familie: Amorosiaceae
- Familie: Anteagloniaceae
- Familie: Aquasubmersaceae
- Familie: Arthopyreniaceae
- Familie: Ascocylindricaceae
- Familie: Astrosphaeriellaceae
- Familie: Bambusicolaceae
- Familie: Biatriosporaceae
- Familie: Camarosporiaceae
- Familie: Camarosporidiellaceae
- Familie: Caryosporaceae
- Familie: Coniothyriaceae
- Familie: Corynesporascaceae
- Familie: Cryptocoryneaceae
- Familie: Cucurbitariaceae
- Familie: Cyclothyriellaceae
- Familie: Dacampiaceae
- Familie: Delitschiaceae
- Familie: Diademaceae
- Familie: Dictyosporiaceae
- Familie: Didymellaceae
- Familie: Didymosphaeriaceae
- Familie: Dothidotthiaceae
- Familie: Fusculinaceae
- Familie: Halojulellaceae
- Familie: Halotthiaceae
- Familie: Hermatomycetaceae
- Familie: Hypsostromataceae
- Familie: Latoruaceae
- Familie: Lentimurisporaceae
- Familie: Lentitheciaceae
- Familie: Leptosphaeriaceae
- Familie: Libertasomycetaceae
- Familie: Ligninsphaeriaceae
- Familie: Lindgomycetaceae
- Familie: Lizoniaceae
- Familie: Longiostiolaceae
- Familie: Longipedicellataceae
- Familie: Lophiostomataceae
- Familie: Lophiotremataceae
- Familie: Macrodiplodiopsidaceae
- Familie: Massariaceae
- Familie: Massarinaceae
- Familie: Melanommataceae
- Familie: Morosphaeriaceae
- Familie: Mycoporaceae
- Familie: Neocamarosporiaceae
- Familie: Neohendersoniaceae
- Familie: Neomassariaceae
- Familie: Neomassarinaceae
- Familie: Neophaeosphaeriaceae
- Familie: Neopyrenochaetaceae
- Familie: Nigrogranaceae
- Familie: Occultibambusaceae
- Familie: Ohleriaceae
- Familie: Parabambusicolaceae
- Familie: Paradictyoarthriniaceae
- Familie: Paralophiostomataceae
- Familie: Parapyrenochaetaceae
- Familie: Periconiaceae
- Familie: Phaeoseptaceae
- Familie: Phaeosphaeriaceae
- Familie: Platystomaceae
- Familie: Pleomassariaceae
- Familie: Pleomonodictydaceae
- Familie: Pleosporaceae
- Familie: Podonectriaceae
- Familie: Pseudoastrosphaeriellaceae
- Familie: Pseudoberkleasmiaceae
- Familie: Pseudocoleodictyosporaceae
- Familie: Pseudodidymellaceae
- Familie: Pseudolophiotremataceae
- Familie: Pseudomassarinaceae
- Familie: Pseudoperisporiaceae
- Familie: Pseudopyrenochaetaceae
- Familie: Roussoellaceae
- Familie: Salsugineaceae
- Familie: Shiraiaceae
- Familie: Sporormiaceae
- Familie: Striatiguttulaceae
- Familie: Sulcatisporaceae
- Familie: Teichosporaceae
- Familie: Testudinaceae
- Familie: Tetraplosphaeriaceae
- Familie: Thyridariaceae
- Familie: Torulaceae
- Familie: Trematosphaeriaceae
- Familie: Tzeananiaceae
- Familie: Wicklowiaceae
- Familie: Zopfiaceae

De volgende geslachten zijn incertae sedis geplaatst:
Aegeanispora - Antealophiotrema - Ascorhombispora - Astrosphaeriellopsis - Atradidymella - Berkleasmium - Briansuttonia - Clematidis - Coronospora - Crassiparies - Dangeardiella - Daruvedia - Farasanispora - Glaxoa - Hobus - Lignosphaeria - Margaretbarromyces - Megatomentella - Mycoenterolobium - Mycocentrospora - Neomedicopsis - Ostropella - Parameliola - Periconia - Perthomyces - Phaeomycocentrospora - Phaeostagonospora - Pseudochaetosphaeronema - Rebentischia - Setophaeosphaeria - Sirodesmium - Tingoldiago - Xenobotryosphaeria - Xenophoma